# Adutora Pau d'Arco
A Adutora Pau d'Arco é uma adutora no município de Sobral, que conecta as águas do açude Jaibaras e o rio Coreaú Sua finalidade é de filtração, desinfecção e tem a extensão de 16,88 km,